# Fundamentum
Fundamentum – termin określający podręcznik nauki muzyki i gry na instrumentach.
Nazwa była w użyciu na terenie Niemiec w wiekach XV i XVI. Autorem najstarszego zachowanego egzemplarza takiego podręcznika Fundamentum organisandi z 1452 roku był Conrad Paumann. Jego podręcznik służył do nauki gry na instrumentach strunowych bądź klawiszowych. Paumann zawarł w nim także ćwiczenia z zakresu kontrapunktu.